# 4577 Chikako
4577 Chikako (1988 WG) là một tiểu hành tinh vành đai chính được phát hiện ngày 30 tháng 11 năm 1988 bởi Yoshio Kushida và Masaru Inoue ở Yatsugatake.